# باشگاه فوتبال کوجشال تاون
باشگاه فوتبال کوجشال تاون (انگلیسی: Coggeshall Town F.C.)یک باشگاه فوتبال در شهر کوجشال، انگلیس است که در سال ۱۸۷۸ تأسیس شده‌است.